# Jamaal Tinsley
Jamaal Lee Tinsley (Brooklyn, 28 februari 1978) is een Amerikaans voormalig basketballer.

## Carrière
Tinsley speelde collegebasketbal voor de Mt. San Jacinto College Eagle van 1997 tot 1999. De volgende twee seizoenen speelde hij voor de Iowa State University (Iowa State Cyclones). In de NBA draft van 2001 werd hij als 27e gekozen door de Vancouver Grizzlies. Hij werd meteen geruild naar de Atlanta Hawks samen met Shareef Abdur-Rahim voor Pau Gasol, Brevin Knight en Lorenzen Wright. Hierna werd hij opnieuw geruild ditmaal naar de Indiana Pacers voor een draftkeuze. In zijn eerste seizoen bij de Pacers werd hij verkozen tot NBA All-Rookie Second Team. Hij speelde zeven seizoenen voor de Pacers, na het seizoen 2008/09 werd zijn contract ontbonden nadat hij in het seizoen 2008/09 niet speelde.
Hij tekende in november 2009 bij de Memphis Grizzlies waar hij een seizoen speelde. Ook in het seizoen 2010/11 speelde hij niet. In de NBA Development League Draft 2011 werd hij als eerste in de eerste ronde gekozen door de Los Angeles D-Fenders. In december 2011 tekende hij bij de Utah Jazz en verlengde er zijn contract in 2013. Na drie seizoenen bij de Jazz eindigde hij zijn carrière.

## Erelijst
- NBA All-Rookie Second Team: 2002

## Statistieken

### Regulier seizoen
| Seizoen  | Team              | WG  | WS  | MPW  | 2P%  | 3P%  | FW%  | RPW | APW | SPW | BPW | PPW  |
| -------- | ----------------- | --- | --- | ---- | ---- | ---- | ---- | --- | --- | --- | --- | ---- |
| 2001/02  | Indiana Pacers    | 80  | 78  | 30,5 | 38,0 | 24,0 | 70,4 | 3,7 | 8,1 | 1,7 | 0,5 | 9,4  |
| 2002/03  | Indiana Pacers    | 73  | 69  | 30,6 | 39,6 | 27,7 | 71,4 | 3,6 | 7,5 | 1,7 | 0,2 | 7,8  |
| 2003/04  | Indiana Pacers    | 52  | 43  | 26,5 | 41,4 | 37,2 | 73,1 | 2,6 | 5,8 | 1,6 | 0,3 | 8,3  |
| 2004/05  | Indiana Pacers    | 40  | 40  | 32,5 | 41,8 | 37,2 | 74,4 | 4,0 | 6,4 | 2,0 | 0,3 | 15,4 |
| 2005/06  | Indiana Pacers    | 42  | 27  | 26,7 | 40,9 | 22,9 | 63,7 | 3,2 | 5,0 | 1,2 | 0,1 | 9,3  |
| 2006/07  | Indiana Pacers    | 72  | 72  | 31,2 | 38,9 | 31,6 | 72,0 | 3,3 | 6,9 | 1,6 | 0,3 | 12,8 |
| 2007/08  | Indiana Pacers    | 39  | 36  | 33,2 | 38,0 | 28,4 | 72,0 | 3,6 | 8,4 | 1,7 | 0,3 | 11,9 |
| 2009/10  | Memphis Grizzlies | 38  | 1   | 15,5 | 37,1 | 17,9 | 81,5 | 1,7 | 2,8 | 0,9 | 0,1 | 3,5  |
| 2011/12  | Utah Jazz         | 37  | 1   | 13,7 | 40,4 | 27,0 | 76,5 | 1,2 | 3,3 | 0,5 | 0,2 | 3,7  |
| 2012/13  | Utah Jazz         | 66  | 32  | 18,5 | 36,8 | 30,7 | 69,2 | 1,7 | 4,4 | 1,0 | 0,2 | 3,5  |
| 2013/14  | Utah Jazz         | 8   | 5   | 13,8 | 20,0 | 6,7  | 0,0  | 1,4 | 2,9 | 0,3 | 0,0 | 1,1  |
| Carrière | Carrière          | 547 | 404 | 26,6 | 39,3 | 29,9 | 71,6 | 2,9 | 6,1 | 1,4 | 0,3 | 8,5  |

### Play-offs
| Seizoen  | Team           | WG | WS | MPW  | 2P%  | 3P%  | FW%   | RPW | APW | SPW | BPW | PPW |
| -------- | -------------- | -- | -- | ---- | ---- | ---- | ----- | --- | --- | --- | --- | --- |
| 2001/02  | Indiana Pacers | 5  | 5  | 17,6 | 42,1 | 0,0  | 66,7  | 2,0 | 5,0 | 0,4 | 0,0 | 3,6 |
| 2002/03  | Indiana Pacers | 6  | 6  | 30,8 | 57,1 | 61,5 | 50,0  | 3,0 | 6,5 | 0,7 | 0,0 | 8,5 |
| 2003/04  | Indiana Pacers | 16 | 16 | 26,4 | 39,8 | 29,6 | 93,8  | 2,9 | 5,0 | 1,8 | 0,2 | 8,1 |
| 2004/05  | Indiana Pacers | 9  | 9  | 27,4 | 36,0 | 11,1 | 57,1  | 3,3 | 5,7 | 1,6 | 0,3 | 8,7 |
| 2005/06  | Indiana Pacers | 1  | 0  | 7,0  | 33,3 | 0,0  | 0,0   | 0,0 | 1,0 | 1,0 | 0,0 | 2,0 |
| 2011/12  | Utah Jazz      | 4  | 0  | 16,3 | 25,0 | 0,0  | 100,0 | 0,5 | 3,0 | 0,5 | 0,0 | 3,8 |
| Carrière | Carrière       | 41 | 36 | 24,8 | 39,8 | 29,3 | 72,0  | 2,6 | 5,1 | 1,2 | 0,1 | 7,1 |